# Money and Cigarettes
Money and Cigarettes (en español: Dinero y cigarrillos) es el octavo álbum de estudio del músico británico Eric Clapton, publicado por la compañía discográfica Warner Bros. Records en febrero de 1983.

## Trasfondo
La portada muestra a Eric Clapton, cigarrillo en mano, al lado de una guitarra eléctrica Fender Stratocaster derretida. Clapton escogió el nombre del álbum «porque eso era lo que veía de mí dejando atrás» después de pasar por primera vez por una clínica de rehabilitación. Después de finalizar una gira por Norteamérica, Clapton y su grupo, integrado por Henry Spinetti, Gary Brooker, Chris Stainton y Dave Markee, entraron en los Compass Point Studios de Nassau, Bahamas para grabar varias canciones de cara a un nuevo álbum de estudio. Sobre las nuevas grabaciones, Clapton comentó que tenían una «atmósfera a pub» y representaban «una continuación de su trabajo con Ronnie Lane». No obstante, el productor Tom Dowd no se mostró satisfecho con el sonido del grupo de Clapton y solicitó a Eric que despidiese al grupo, salvo a Albert Lee. Clapton cambió finalmente al grupo por la formación presente en las notas del álbum.

## Recepción
William Ruhlmann de Allmusic comentó que Money and Cigarettes marcó varios cambios importantes en la carrera musical de Eric Clapton: «Supuso su debut en su propio sello discográfico, Duck Records, bajo la filial de Warner Bros. Reprise Records, y fue también el primer álbum que grabó después de pasar por una clínica de rehabilitación para tratar su alcoholismo. Después de escribir un puñado de nuevas canciones, se mostró insatisfecho con su banda y la despidió, con la excepción del guitarrista Albert Lee. En su lugar, contrató a músicos de sesión como el veterano de Stax Records Donald Dunn y el baterista de Muscle Shoals Roger Hawkins, así como al guitarrista invitado Ry Cooder». Al final de su reseña, Ruhlmann escribió: «Para todos los cambios y sus acompañantes de alto poder, sin embargo, Money and Cigarettes terminó siendo solo un esfuerzo medio para Clapton».
David Fricke, de la revista Rolling Stone, puntuó el álbum con tres estrellas y media de un total de cinco y comentó: «Al igual que los álbumes más recientes de Clapton, Money and Cigarettes no pretende ser algo grande. Aun así, el poder simple y desafectivo del blues en el trabajo es sorprendente y refrescante. Como el coro en la versión de Johnny Otis "Crazy Country Hop", donde canta: "Ooh wee oh oh ooh la la, let's rock & roll"».
A nivel comercial, Money and Cigarettes obtuvo un éxito moderado, alcanzando el top 10 en dos países y el top 20 en otros cuatro. En Alemania, el álbum llegó al puesto 22, mientras que en los Estados Unidos y en los Países Bajos alcanzó el dieciséis. En el Reino Unido, llegó a la posición trece de la lista UK Albums Chart.

## Lista de canciones
| N.º   | Título                           | Escritor(es)                            | Duración |  |
| 1.    | «Everybody Oughta Make a Change» | Sleepy John Estes                       | 3:16     |  |
| 2.    | «The Shape You're In»            | Eric Clapton                            | 4:08     |  |
| 3.    | «Ain't Going Down»               | Eric Clapton                            | 4:01     |  |
| 4.    | «I've Got a Rock 'n' Roll Heart» | Troy Seals, Eddie Setser, Steve Diamond | 3:13     |  |
| 5.    | «Man Overboard»                  | Eric Clapton                            | 3:45     |  |
| 6.    | «Pretty Girl»                    | Eric Clapton                            | 5:29     |  |
| 7.    | «Man in Love»                    | Eric Clapton                            | 2:46     |  |
| 8.    | «Crosscut Saw»                   | R.G. Ford                               | 3:30     |  |
| 9.    | «Slow Down Linda»                | Eric Clapton                            | 4:14     |  |
| 10.   | «Crazy Country Hop»              | Johnny Otis                             | 2:46     |  |
| 37:08 |                                  |                                         |          |  |

## Personal
| - Eric Clapton – voz, guitarra y guitarra slide. - Ry Cooder – guitarra. - Albert Lee – teclados, guitarra y coros. - Donald "Duck" Dunn – bajo. | - Roger Hawkins – batería. - Chuck Kirkpatrick – coros. - John Sambataro – coros. - Peter Solley – órgano Hammond. |

## Posición en listas
| Lista (1983)                      | Posición |
| --------------------------------- | -------- |
| Alemania (Media Control Charts)   | 22       |
| Estados Unidos (Billboard 200)    | 16       |
| Países Bajos (Album Top 100)      | 16       |
| Nueva Zelanda (Recorded Music NZ) | 11       |
| Noruega (VG-lista)                | 3        |
| Suecia (Sverigetopplistan)        | 5        |
| Reino Unido (OCC)                 | 13       |